# Cauayan
Cauayan es una ciudad filipina de tercera categoría perteneciente a  la provincia de La Isabela en la Región Administrativa de Valle del Cagayán.

## Geografía
Tiene una extensión superficial de 336.40 km² y según el censo del 2007, contaba con una población de 125.146 habitantes y 21.143 hogares; 122.335 habitantes el día primero de mayo de 2010

### Barangayes
Cauayan administrativamente se divide en 65 barangayes o barrios, 16 de carácter rual, 9 urbanos.
| - Alicao - Alinam - Amobocan - Andarayan - Bacolod - Baringin del Norte - Baringin del Sur - Buena Suerte - Bugallón - Buyón - Cabaruán - Cabugao - Carabatán Chica - Carabatán Grande - Carabatán Punta - Carabatán Bacareno - Casalatán - San Pablo - Cassap Fuera - Catalina - Culalabat - Dabburab | - De Vera - Dianao - Dissimuray - Distrito I (Población) - Distrito II (Población) - Distrito III (Población) - Duminit - Faustino (Sipay) - Gagabutan - Gappal - Guayabal - Labinab - Linglingay - Mabantad - Maligaya - Manaoag - Marabulig I - Marabulig II - Minante I - Minante II - Nagcampegan - Naganacan | - Nagrumbuan - Nungnungan I - Nungnungan II - Pinoma - Rizaluna - Rogus - San Antonio - San Fermin (Población) - San Francisco - San Isidro - San Luis - Santa Luciana (Daburab 2) - Santa Maria - Sillawit - Sinippil - Tagaran - Turayong - Unión - Villa Concepción - Villa Luna - Villaflor |

## Historia
La palabra Cauayan proviene del ilocano kawayan. Los primeros españoles que llegaron al lugar encontraron abundantes colonias de árboles de bambú a lo largo de los arroyos que circundaban el sitio de la ciudad Bulod a saber, Sipat, Bungkol y Marabulig arroyos donde pocas familias vivían y abundaban los cocodrilos.
Pero existe otra versión: Un día, la imagen milagrosa de la Virgen desapareció. Durante muchas semanas, una búsqueda incansable se llevó a cabo, hasta que aparece un día de octubre  entre los bosques de bambú.
El emplazamiento originario de esta ciudad, fundada en 1740, fue un lugar llamado Calanusian situado a lo largo del río Cagayán. Tras padecer una serie de inundaciones catastróficas, fue trasladada a su actual ubicación.
Sus primeros pobladores fueron Enrique Baligod, Canciller Sebastián y Macaballug Salvador. Enrique Baligod era el jefe de los primeros colonos, mientras que Sebastián Canciller fue su primer "Gobernadorcillo".
Cauayan inicialmente formaba parte de la provincia de Cagayán. En 1839 se crea la provincia de  Nueva Vizcaya pasa a formar parte de la misma. El 1 de mayo de 1856 pasa a formar parte de la nueva provincia de La Isabela de Luzón. 
En 1866 el   Padre Paulino fue su primer párroco, levantóa la "quita" o capilla, predicó la palabra de Dios y bautizó a la gente. Nombra a Gannaban Fructuoso como Gobernadorcillo. Entonces la ciudad estaba formada por una serie de asentamientos dispersos a lo largo del curso del río. Estos barrios eran Turayong, Labinab, Duminit, Baringin y Culalabat. 
Cuando el padre Paulino fue trasladado a Manila el sustituye el padre Miguel Capo quien completa su labor evangelizadora, a la vez que levanta la iglesia de piedra. Con el paso del tiempo la ciudad llegó a ser bien conocida por su industria del tabaco, principalmente en la Hacienda la Tabacalera de San Luis,  que dio empleo a emigrantes de  Ilocos y Pangasinan. 
Cauayan a lo largo del tiempo ha reducido la extensión de su término   con la creación de los municipios vecinos de Luna (Antatet) Cabatuan, Reina Mercedes (Callering), Aurora y San Mateo.

## Patrimonio
Conserva  algunos edificios levantados durante el dominio español, com son la gran iglesia de piedra  ubicada en la Población, el almacén de Tabacalera y las bodegas de La Insular, estas últimas en barangay Turayong.